# Callicratida
Callicratida (in greco antico: Kαλλικρατίδας?, Kallikratídas, in latino Callicratĭdas; 451 a.C. – isole Arginuse, 406 a.C.) è stato un ammiraglio spartano, succeduto a Lisandro nel comando della flotta durante la guerra del Peloponneso.

## Biografia

### Callicratida ammiraglio
Nel 406 a.C. Callicratida fu mandato nell'Ellesponto a sostituire Lisandro al comando della flotta spartana, ma presto scoprì che la gelosia del suo predecessore, così come i contrasti tra loro, gli aveva lasciato varie difficoltà da affrontare.
Ciononostante, secondo Plutarco le virtù di Callicratida riuscirono a rendergli amiche molte persone, anche molti dei suoi avversari che parteggiavano per Lisandro.
Il problema principale, comunque, fu la ricerca di finanziamenti: Ciro il Giovane, essendo profondamente legato a Lisandro, non gli fu favorevole, ed effettivamente anche Callicratida si accostò con riluttanza al satrapo persiano, giacché non vedeva di buon occhio l'intromissione dei Persiani nel conflitto.

### Vittoria su Conone
Callicratida riuscì comunque a mantenere l'appoggio di Mileto e cominciò una serie di operazioni vittoriose contro gli Ateniesi. La cattura del forte di Delfinio a Chio e il saccheggio di Teo furono seguite, subito dopo, dalla presa di Mitimna.
Conone tentò di salvare quest'ultima città, nonostante la sua inferiorità numerica, e quella notte si accampò vicino alla città; il mattino dopo affrontò Callicratida ma, costretto a ritirarsi a Mitilene, sull'isola di Lesbo, vi rimase bloccato, accerchiato per terra e per mare dall'abile ammiraglio spartano.

### Sconfitta e morte
Conone riuscì comunque ad avvisare Atene della situazione e i suoi compatrioti, con grandi sforzi, riuscirono a costruire una flotta di più di 150 navi che, comandate da otto generali, si mossero appena possibile verso l'Ellesponto.
A quel punto Callicratida, dopo aver lasciato il vice Eteonico a sorvegliare Conone con 50 navi, si diresse verso le isole Arginuse colle 120 navi rimaste, deciso ad incontrare il nemico: la battaglia che seguì, celebre per il numero di navi coinvolte, vide la morte di Callicratida stesso a seguito della caduta dalla propria nave durante uno speronamento e la vittoria degli Ateniesi.
Qualcuno tentò certamente di convincere Callicratida a ritirarsi: i quattro resoconti disponibili (Senofonte, Diodoro, Plutarco e Cicerone) concordano sul fatto che Callicratida volle combattere comunque per difendere il suo onore o quello di Sparta, una scelta biasimata da Plutarco e Cicerone.

## Considerazioni
Nel complesso Callicratida era un normale esempio degli schietti Spartani di vecchio stampo, fatta d'ingenuità e semplice onestà, ma non senza una durezza vicina al fanatismo; ciò è testimoniato da una sua risposta, data quando gli fu chiesto che tipo di uomini fossero gli Ioni: "Cattivi uomini liberi, ma eccellenti schiavi".